# Mohovo
Mohovo (v srbské cyrilici Мохово) je vesnice v Chorvatsku, v nejvýchodnějším cípu země, na břehu řeky Dunaje. Administrativně spadá pod město Ilok. Do Chorvatské války za nezávislost bylo součástí města Vukovar.
Vesnice se rozkládá v údolí potoka Vratolom, který zde ústí do Dunaje. Východně od Mohova se nachází kostel zasvěcený Nikolovi Tavelićovi. Přes Dunaj z druhé strany řeky se rozkládá ostrov Šarengradska ada.
Dle sčítání lidu z roku 2001 ve vesnici žilo 303 obyvatel. V roce 2011 to bylo 239 obyvatel. Většina z nich se v roce 1991 hlásila k chorvatské národnosti.